# João Batista da Mota e Albuquerque
Dom João Batista da Mota e Albuquerque (Niterói, 2 de setembro 1909 —Vitória, 27 de abril 1984) foi um arcebispo católico brasileiro.

## Vida
Em 1927, aos 18 anos de idade, foi para Roma, onde estudou Filosofia no Pontifício Colégio Pio Latino-Americano. Recebeu a ordenação sacerdotal no dia 15 de abril de 1933.
Regressando ao Brasil, tornou-se diretor espiritual e professor no Seminário São José, no Rio, onde foi vigário da Paróquia do Sagrado Coração de Jesus e, em 1952, se tornou Pároco da Igreja Matriz de Nossa Senhora da Glória, no Largo do Machado, até 1958. Em 1957 fora ordenado bispo pelo Cardeal Jaime de Barros Câmara e, em 1958 encaminhado para Vitória.
Dom João tomou posse em 1958 como o sexto bispo do Espírito Santo. No ano seguinte, com o desmembramento das dioceses de Cachoeiro do Itapemirim
 e São Mateus e a criação da Província Eclesiástica de Vitória, tornou-se o primeiro arcebispo metropolitano de Vitória.
De 1962 a 1965, participou ativamente do Concílio Vaticano II, o maior acontecimento eclesial do século XX, tendo lançado as bases para as diversas reformas por que a Igreja passou nos anos seguintes, sobretudo na liturgia e na ação política e social.
Durante o Concílio, Dom João uniu-se ao grupo de bispos da Igreja dos Pobres, que pregava uma vida de simplicidade e pobreza, mais próxima do povo e de suas necessidades. Esse compromisso marcaria todas as suas ações nos anos seguintes.
De volta ao Brasil, e com o auxílio de seu bispo auxiliar, Dom Luís Gonzaga Fernandes, Dom João deu início à implantação das Comunidades Eclesiais de Base, que encontraram no Espírito Santo um terreno fértil para florescer. O arcebispo também tornou-se um grande incentivador da participação dos leigos na Igreja, apoiando o trabalho das pastorais.
Sob a inspiração de Dom João, a Igreja de Vitória passou a ser reconhecida, nos anos 70, como uma Igreja progressista e afinada com a realidade. Nessa época, os movimentos sociais haviam começado a nascer, na esteira do agravamento das condições sociais provocado pelo êxodo rural e pela chegada dos migrantes atraídos pelos grandes projetos industriais.
Dom João foi solidário aos primeiros movimentos grevistas que surgiram no País após o golpe militar de 1964. Com seu apoio, foi criada a Comissão Justiça e Paz, que teve papel fundamental nos movimentos em defesa da moradia e dos direitos dos presos, lutas que o arcebispo apoiou bastante.
Dom João morreu no dia 27 de abril de 1984, após 27 anos dedicados à Igreja do Espírito Santo. Era um grande amante da música, e fazia questão de reger os cantos na Catedral e nas paróquias. Foi um religioso de vanguarda, tendo se esforçado para colocar em prática as decisões do Concílio Vaticano II, mas também deixou sua marca como líder espiritual.
(Extraído do Livro – Personalidades Capixabas – D. João Batista da Motta e Albuquerque – organizado por Antônio de Pádua Gurgel)